# Polish Open University

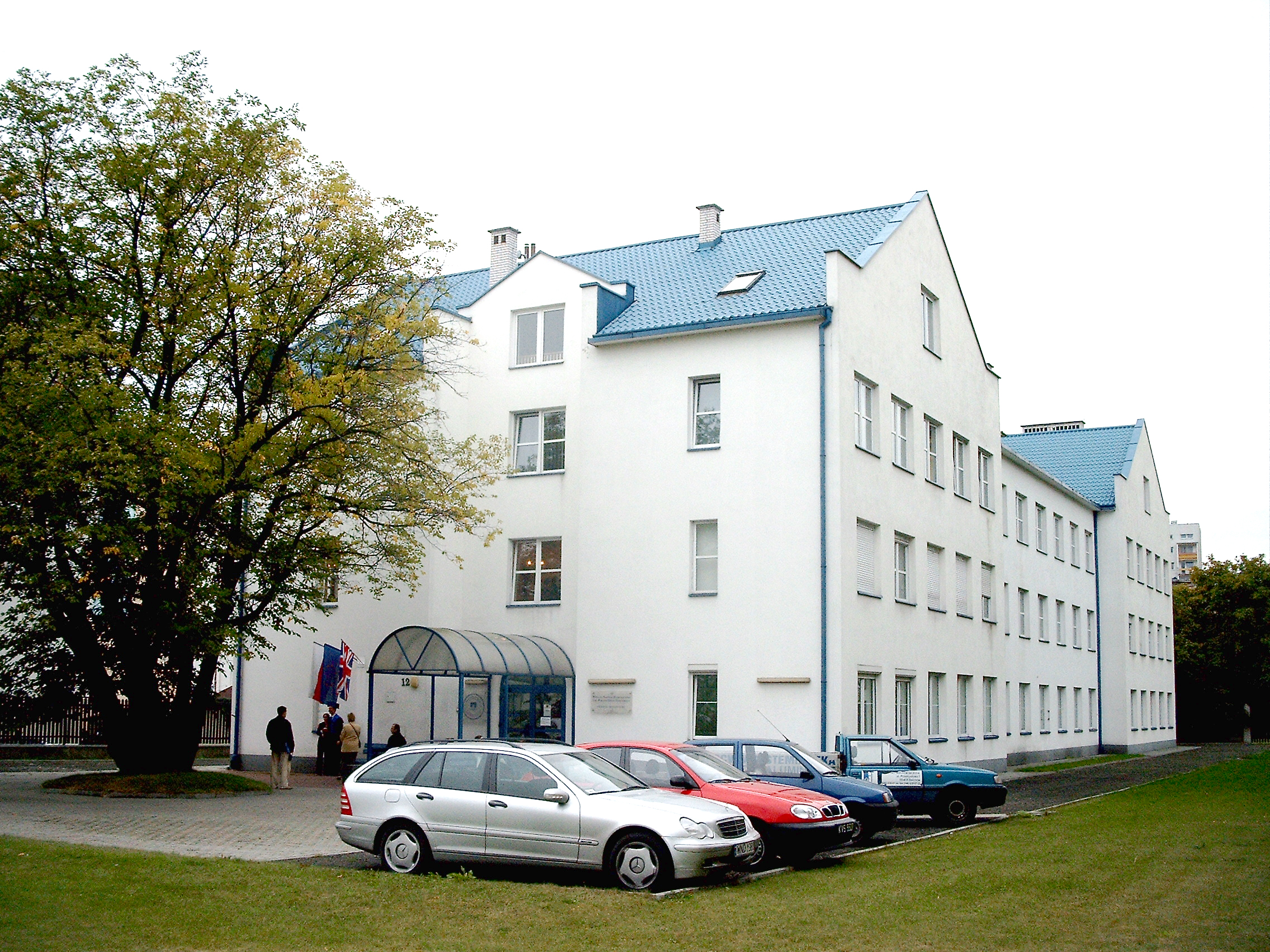
Polish Open University in Krakau

Die Polish Open University (POU, polnisch Wyższa Szkoła Zarządzania – Polish Open University, deutsch Hochschule für Unternehmensführung – Polish Open University) ist eine private Hochschule in Polen und wurde 1991 als eine der ersten privaten Hochschulen in Polen gegründet.
Die Polish Open University mit Sitz in Warschau unterhält auch Außenstellen in Breslau und Krakau und hat bis zum Jahr 2006 insgesamt über 7000 Absolventen hervorgebracht.

## Auszeichnungen
Laut Hochschulranking des polnischen Politik- und Wirtschaftsmagazins „Wprost“ für 2007 war die Hochschule in der Kategorie Wirtschaft und Unternehmensführung die beste private Hochschule in Polen.
Das E-Learning-System der Hochschule wurde mit dem Qualitätspreis „Teraz Polska“ (als einzige Hochschuleinrichtung in Polen) ausgezeichnet.

## Internationale Zusammenarbeit
Durch Kooperationen mit ausländischen Hochschulen ist es möglich ein Doppeldiplom zu erhalten (Oxford Brookes University).
Die Polish Open University ist als einzige polnische Hochschule Mitglied der Association of MBAs (AMBA), einer britischen Akkreditierungseinrichtung für Business Schools.
Die POU kooperiert in Deutschland mit der Dualen Hochschule Baden-Württemberg Lörrach.